# 桜井淳
桜井 淳（さくらい きよし、1946年9月14日 - ）は日本の物理学者・技術評論家。
主に原子力発電所の事故・故障分析を行っており、他に鉄道や航空機の事故などにも言及している。

## 経歴
群馬県太田市出身。原研在職中より、技術評論家として数多くのテレビ出演や、雑誌・新聞記事での評論活動を幅広く行っており、原子力発電所や新幹線の安全性を問う著作などを数多く執筆する。2005年4月に発生したJR福知山線脱線事故の際には数多くのマスコミ（テレビ、新聞）に出演し、評論を行った。

### 学歴
- 1976年 東京理科大学大学院理学研究科物理学専攻修士課程を修了
- 1983年10月 理学博士（東京理科大学にて論文提出により学位を取得。学位請求論文『Experimental study on neutron dosimeters with low threshold energies』）[1]

### 職歴
- 1976年 日本原子力研究所（原研。後身の日本原子力研究開発機構を含む。）就職
原子力安全解析所に4年弱、日本原子力産業会議(嘱託)に1年間勤務

## 批評内容

### 原子力発電に関する批評
原子力政策に対する基本姿勢としては、原研に所属していた(後述)ことからも分かるように、本来的には原発を推進する側に軸足を置いており、その安全性をチェックするという立場からの評論を行ってきている。従って、反原発側ではないが、単純な推進側論者でもない。月刊誌『DIAMOND BOX』誌上では、フランスの原子力政策について触れて、フランスほどに原子力発電に依存する事には疑問を感じていると、発言している。又、旧ソ連型原発の危険性については、その危険性について、反原発派の論者以上とも言える警告を著作（『旧ソ連型原発の危機が迫っている』）の中で展開している。反原発派に対しては、広瀬隆にたいしては批判的な一方、高木仁三郎に対しては、論敵であるにもかかわらず、称賛をするなど、是々非々的な態度で臨んでいる。

#### 高木仁三郎
高木仁三郎を評価している点としては高木の著書『巨大事故の時代』への書評が挙げられ、「切り口が独創的」根底に流れる本質論をチャールズ・ベロウのノーマル・アクシデントを参考に組み立てたことを高く評価している。
一方批判としては一部の原子力発電反対派に甘いことで、高木が広瀬隆を評した際「彼の担っている役割は非常に大きい」「本質的な問題があるわけだから、そこをきちんとおさえてあれば、広瀬さんの発想はすごくいいとぼくはおもうんです」「その先の想像力は彼はすばらしい」などと述べたのに対し「これは広瀬、あるいはその周辺の支持者に対する気くばりを含むものと思われる。高木にはそういうことでなく、自分の考えをはっきり言ってほしいと思う」「今後はもっと積極的に高木を批判しなければならない」と揶揄した。また、『原発のどこが危険か』にて「何時までも科学論など上品なテーマを追い続けている」としている。

#### 田中三彦
田中三彦は『社会新報』1988年8月12日号に掲載された記事にて、原子炉圧力容器が中性子照射により脆性劣化し、脆性破壊によって破裂する旨の主張を行った。これに対し、「根本的なところから原発の安全性、その技術を否定するような議論のしかたになっている」「圧力容器の設計をした段階ではかなり安全下の数値を使って設計しているので、それに比べて実測値の上昇値は低い」と反論し、冷却材喪失事故の際一気に注水を行った際の圧力容器の温度遷移についても解析済みという趣旨の記述をした。

#### 広瀬隆
広瀬隆に対しては80年代後半当時口コミで売れていた『危険な話』を中心に複数回批判した。批判の論点としては下記のようなものがある。
- 議論の進め方の問題点として二者択一しか許さない[7]。
- 『ジョン・ウェインは何故死んだか』で死因を撮影場所としたユタ州から200km離れたネバダ核実験場からの死の灰に求めているが、著書の内容は「調べた事実に推定と飛躍を加えたエンターテイメント」と批判している[8]。
- 日本の原発で当時試験中だった負荷追従運転をチェルノブイリ原子力発電所事故の原因となった出力調整試験と同一視している点や、軽水炉とRBMK炉を同一に扱っている点などを自己制御性の違いを挙げて反論した[8]。
- また、確率や信頼性に関する数値の扱い方に問題がある旨指摘している[9]。
- 新聞記者を原子力利権の走狗扱いする反面で新聞からの引用が多く、「新聞が非常に信頼できるという社会通念に乗っかっている」としている[10]。
- 1976年に出版された岩波新書『原子力発電』に引用されているほど業界ではポピュラーで一般人が簡単に読むことが出来る科学技術庁のレポート「大型原子炉の事故の理論的可能性及び公衆損害額に関する試算」を「政府の極秘文書」として紹介している[11]。
- ピコキュリーの単位を使ってミルクの汚染を説明した際「ピコというのは一兆分の一です。一兆分の一だから小さいと思わないでください。キュリーそのものがとてつもなく危険な単位ですから」という話し方を「意図的な位取りの混同がある。キュリーは確かに危険な数量だが、だからと言ってその一兆分の一も危険なのか」と疑問を呈した[12]。

一方、『危険な話』の内食料汚染を中心に述べた107ページから168ページは嘘が少ないと評した。

#### 森永晴彦
森永晴彦については『原子炉を眠らせ、太陽を呼び覚ませ』の書評で現存の原子力発電を活用しながら太陽光発電を立ち上げていくという姿勢を評価している。なお、桜井自身も長期的観点では太陽光発電のポテンシャルには期待を持っている旨を表明している。また、核融合炉の開発を中止し太陽光発電の開発にリソースを振り向ける旨主張していることに対して「私よりもはるかにきびしい」脱原発路線であるとしている。

#### 福島第一原子力発電所事故
2011年に発生した福島第一原子力発電事故についても批判的な論考を多数執筆、出版、監修している。
- 『新版 原発のどこが危険か』にて3月24日付けで追記福島第一原子力発電所事故の評価を加筆した。その中で、「炉心もプールも、水が無くなって高温となり、燃料が溶けて、環境中へ大量の放射能が放出される危険性があることでは共通している」と述べている[15]。なお3月18日、各号機共用で使用済み核燃料を貯蔵するプールの水位が確保されていること、使用済み核燃料の乾式輸送容器建屋の外観に異常がないことが確認された[16]プール用冷却ポンプの起動は24日であった。

#### その他
- 原子力の安全性で推進派と反対派の解釈が違うのは「データを持つ側と持たざる側の真実へのアプローチの仕方が違うため」としている[2]。
- 原発反対派を唯一評価できる点は「ありとあらゆる生命を守る立場を貫いていること、さらに発生確率の低い事象に対しても安全を追求していること」だと言う[4]。
- 新聞記者のような非専門家による原子力事故への批評としては読売新聞科学部による『ドキュメントもんじゅ事故』を評価し、新聞記者の浅く広い批評と専門家による特定の部分を深く掘り下げる批評との両方に必要性を認めている[17]。
- 新聞記者を批判した例としては、『朝日新聞』1988年8月8日の文化欄で前田浩次記者が書いた「対立の時代」の件がある。前田が石川迪夫批判のため、石川が引用したミルクのセシウム検査結果の新聞記事について、内容を180度捻じ曲げたとしている[18]。
- 電力会社への批判点としては「安全が何より大切であることは、私たち自身が一番知っています」で始まる電気事業連合会が作成した新聞広告が「ムード的な精神論だけがある」として安全性にかかわる定期検査、供用期間中検査結果などの実証的なデータ開示の重要性を主張した[19]。

### 鉄道事故に関する批評

#### ICEエシュデ駅事故
1998年6月、エシェデ鉄道事故が発生した際、事故発生翌日の新聞にて曽根悟と共にコメントを出した。曽根は「横方向の荷重がかかってレールが横にずれる「張り出し事故」の可能性がある」と述べ、桜井は「台車部や車輪部分に亀裂があり、見落としていたことも考えられる」とコメントした。

#### 営団日比谷線脱線衝突事故
営団日比谷線脱線衝突事故では後に車体強度を巡り論争することになる佐藤国仁と対談した。桜井は鉄道のような大量輸送機関について車と比べて事故の発生確率は非常に低いかもしれないが、発生した場合には社会全体に甚大な被害が出るという観点から、通常エンジニアなら無視するような低確率の事象と計算される脱線についても、発生することを前提として確率にとらわれることなく対策することを主張した。これに対し佐藤は「事故がおこってしまった場合に、いかに被害を最小限にとどめるか、という部分についてはご指摘の通り疎かにされてきた面も否めません」とし、営団の事故車がアルミ車体であったことについては「鉄製だったら、脱線・衝突という最悪の事態であっても、損害はもう少し小さかったでしょう」とし、対策に取り組めなかった理由を時間的・人件費的な余裕の無さに帰着させている。

#### 福知山線脱線事故
2005年4月25日に発生した福知山線脱線事故についても幾つかの批判を行っている。
- 事故当日の読売新聞夕刊では角本良平等と共にコメントし、被害映像の大きさから「これまでに前例のない事故で、今の段階では原因が全く分からない」と述べた[22]。毎日新聞夕刊の記事では「事故車両が鉄製車両に比べ強度の劣るステンレス製でなければ、車両がマンションにめりこむようなことはなかったのではないか。死傷者も鉄製車両なら半分で済んだと思う。（中略）コスト重視の一方で、このような万一の事故の際の車両強度などを十分に検討してこなかったのではないか。」とし、事故車両の車体強度に問題があり、これが事故の重大化を招いたという考えを示した [23]。なお、事故翌日の産経新聞では桜井の他複数の専門家がコメントをしている。この内後述の佐藤同様に車体強度の強化に否定的だったのは松本陽（交通安全研究所交通システム研究領域長）で、桜井同様にステンレス車両の強度が鉄製車両より落ちるとし、「脱線した場合の設計をしていないのではないか」と疑念を呈したのは吉本堅一（防衛大学校、車両工学教授）であった[24]。
  - これに対し、佐藤国仁は本事故のような衝突条件[注釈 1]において、車体を強化することで乗客の生存空間を確保する車体設計を「『事故が起きた。車体がひしゃげた。だから車体強度を上げよ』という要求は、事故時のエネルギを勘案すれば実現不可能な暴論であることは明らか。」と論じ、事故の重篤化の原因を車体強度に求める議論を厳しく批判している[26]。事故の対策についても、「（車体強度を上げるという考えは）無論、事故対策の理念としても誤っている。」[26]とした上で、「技術によって実現すべき理想の姿は『衝突しても安全な技術』よりも『衝突させない技術』のほうであると考えている」「まず踏切保安設備の拡充など『衝突させない技術』が第一に採るべき安全方策である」[26]「安全はまず機械設備で確保し、それで漏れてしまうところを人の管理によってカバーするのが原則。それなのにJR西日本はATS改善を後回しにし、厳しい運転ダイヤによる運行を開始した。明らかにリスクアセスメントの誤り。」[27]などと論じている[注釈 2]。
  - ただし、桜井は佐藤から私信があったことを紹介し「車両構造に改善を求めるのは的外れであり、起こらないように工夫すべき」と主張されていたことに対し、「人間の注意力と簡単な工学的安全対策だけで大惨事が防止できるのであれば、過去の大惨事はすべて防止できていたはずである。やはり、二重三重の工学的安全対策を施し、最悪の事故を想定した安全評価を実施する必要がある」と反論している[29]。
- 事故の翌26日には『朝日新聞』で再び角本と共にコメントを出し、角本が「運転士が制御できなくなるほどの速度を出すとは通常考えられない」とし、石の粉砕痕がある事実を重視したのに対し、桜井は「JRは時刻通りに列車を運行させることを最優先としており守れない運転士はマイナス評価を受ける。遅れを取り戻すためにスピードを出しすぎた可能性がある」と指摘している[30]。
- しかし、その翌日の新聞記事[31]では「事故当時は各車両に百人以上が乗っていたため、重量が増した車体は安定した状態にあり、速度超過が直接の原因とは考えにくい」と解説し、主張を二転三転させた。
- その後桜井は本事故の中間報告に対する批評を掲載し、保安機器について事故区間がATS-Pへの切替計画中であった事実を挙げ、「ATS-Pが設置されていれば、今回のような事故は防止できたと考えられる」とした[29]。

## 著書と連載

### 著書
- 『これからの原発をどうするか』　電力新報社、1989年
- 『原発事故学』　東洋経済新報社、1990年
- 『原発の「老朽化対策」は十分か』　日刊工業新聞社、1990年
- 『美浜原発事故－提起された問題－』　日刊工業新聞社、1991年
- 『崩壊する巨大システム』　時事通信社、1992年
- 『原発事故の科学』　日本評論社、1992年
- 『新幹線「安全神話」が壊れる日』　講談社、1993年
- 『新幹線が危ない！』　健友館、1994年
- 『原発システム安全論』　日刊工業新聞社、1994年
- 『旧ソ連型原発の危機が迫っている』　講談社、1994年
- 『原発のどこが危険か』　朝日選書、1995年
- 『ロシアの核が危ない！』　TBSブリタニカ、1995年
- 『事故は語る－人為ミス論－』　日経BP社、2000年
- 『プルサーマルの科学』　朝日選書、2001年
- 『桜井淳著作集』(全6冊、各500頁)　論創社、2004年〜2005年
- 『緊急改訂版　〔原子力事故〕自衛マニュアル』青春新書、2011年4月（監修）
- 『新版　原発のどこが危険か　世界の事故と福島原発』朝日選書、2011年6月
- 『福島第一原発事故を検証する　人災はどのようにしておきたか』日本評論社、2011年7月
- 『原発裁判』潮出版社、2011年10月